# グスタフ・クルーツィス

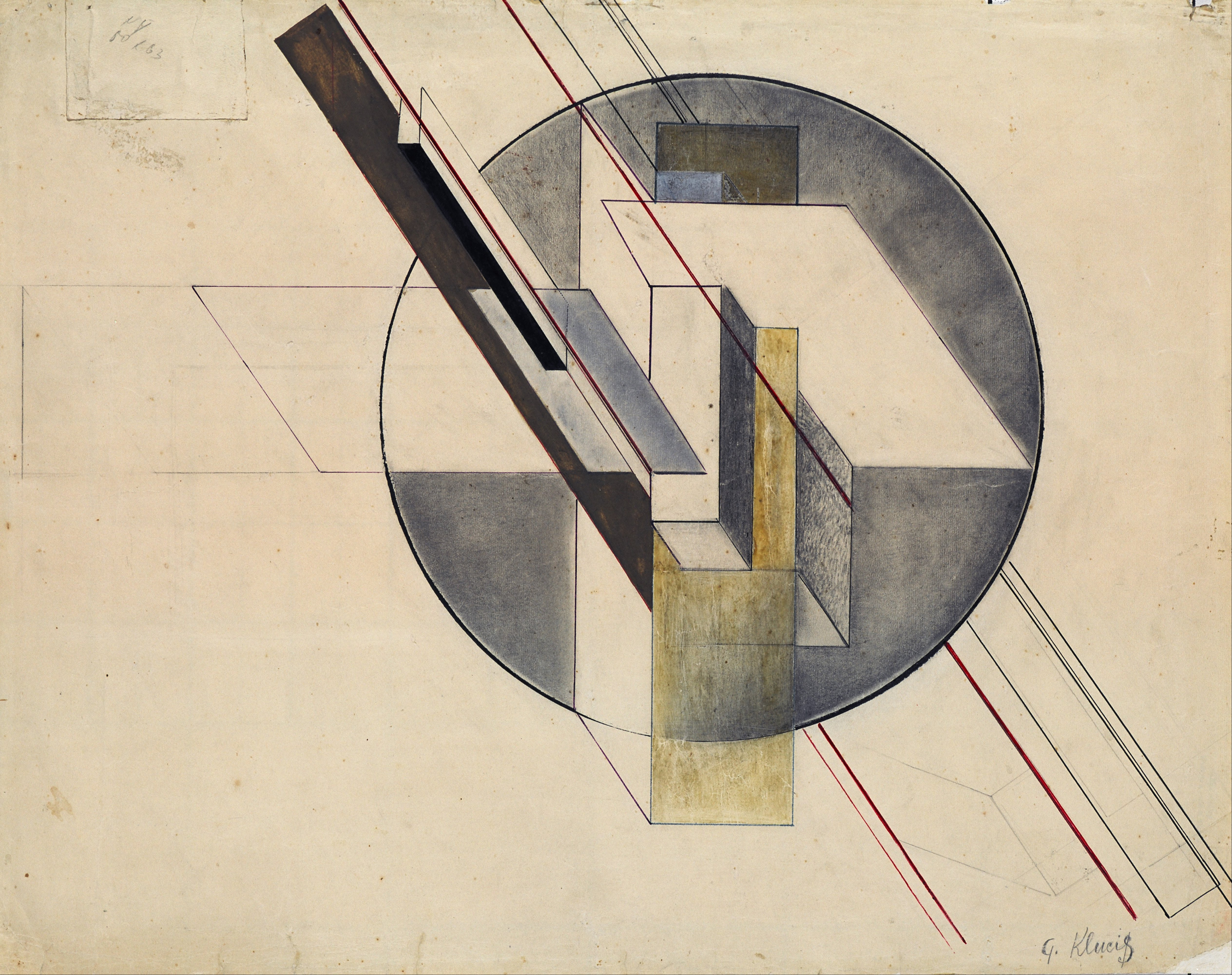
Construction (1921)

グスタフ・グスタヴォヴィチ・クルーツィス（Gustav Klutsis (Klucis), Густав Густавович Клуцис, 1895年 - 1944年）は、ロシア帝国・ソビエト連邦のグラフィックデザイナー、美術家である。ロシア・アヴァンギャルド（ロシア構成主義）を代表する1人。日本では、グスタフ・クルーチス（クルチス）と表記されることもある。

## 人物・来歴
1895年（1885年）、ラトビアに生まれる。ヴフテマス（Vkhutemas, ВХУТЕМАС、国立高等美術工芸工房）等で絵画を学ぶ。のちに、ヴフテマスでグラフィックなどを教え、インフク（Inkhuk、Инхук, 芸術文化研究所）やレフ（Lef / Left Front, ЛЕФ / Левый фронт、芸術左翼戦線）にも所属する。
フォトモンタージュを駆使した、ポスター、雑誌表紙等のグラフィック作品に長ける。スターリンをあしらったような、プロパガンダのポスターも多く手がけた。立体作品も制作した。
妻のヴァレンティナ・クラギーナ（Valentina Nikiforovna Kulagina, Валентина Никифоровна Кулагина, 1902年 - 1987年）も美術家であり、夫婦でのコラボレーションによる作品制作も行った。
カジミール・マレーヴィチ、ナウム・ガボ、ペヴスナーらとも接点があった。
逮捕・処刑により死を迎えた。1944年（1938年説）に死去した。満48-49歳没（満58-59歳没、満42-43歳没）。

## 作品

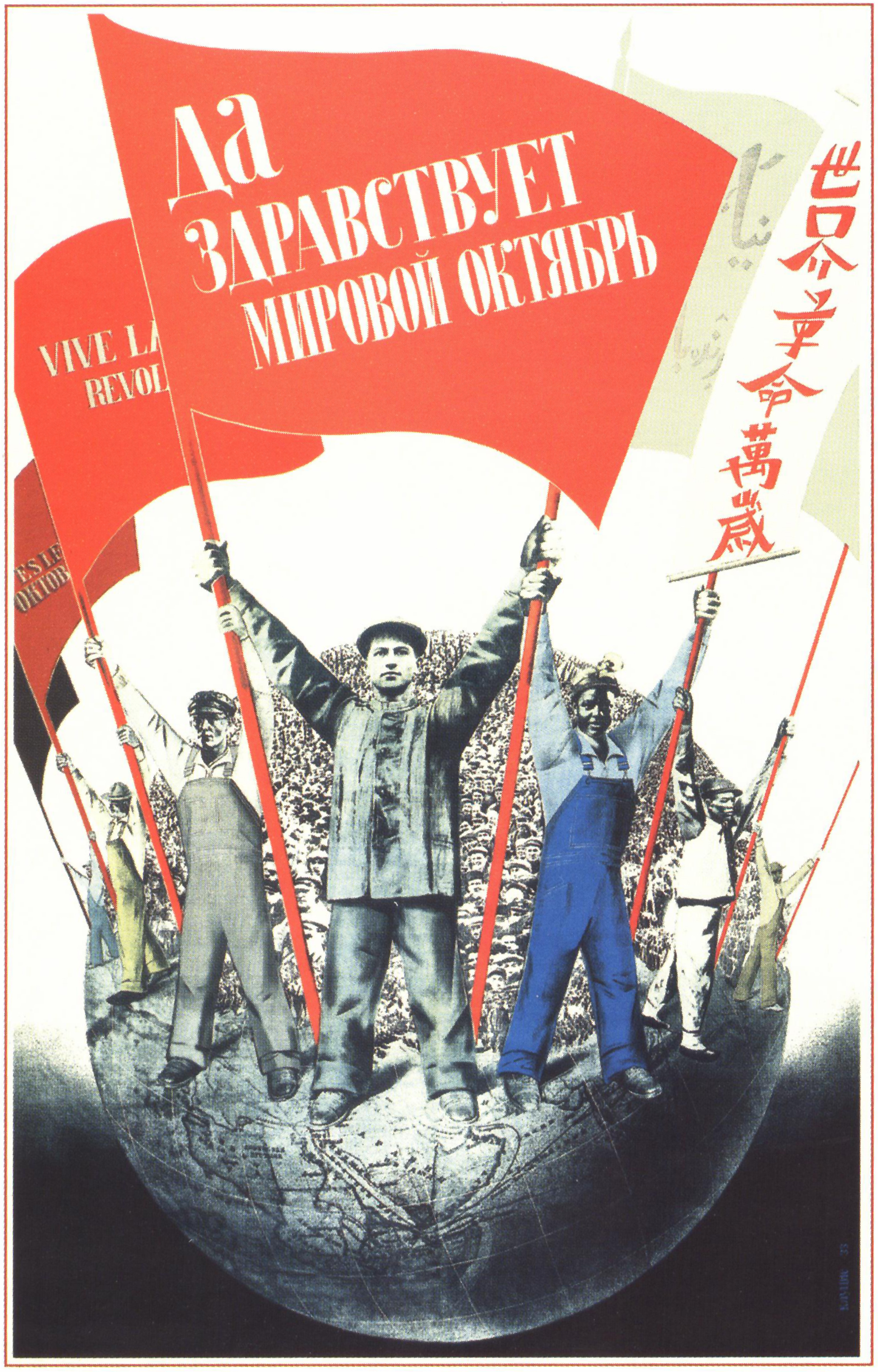
プロパガンダ・ポスター
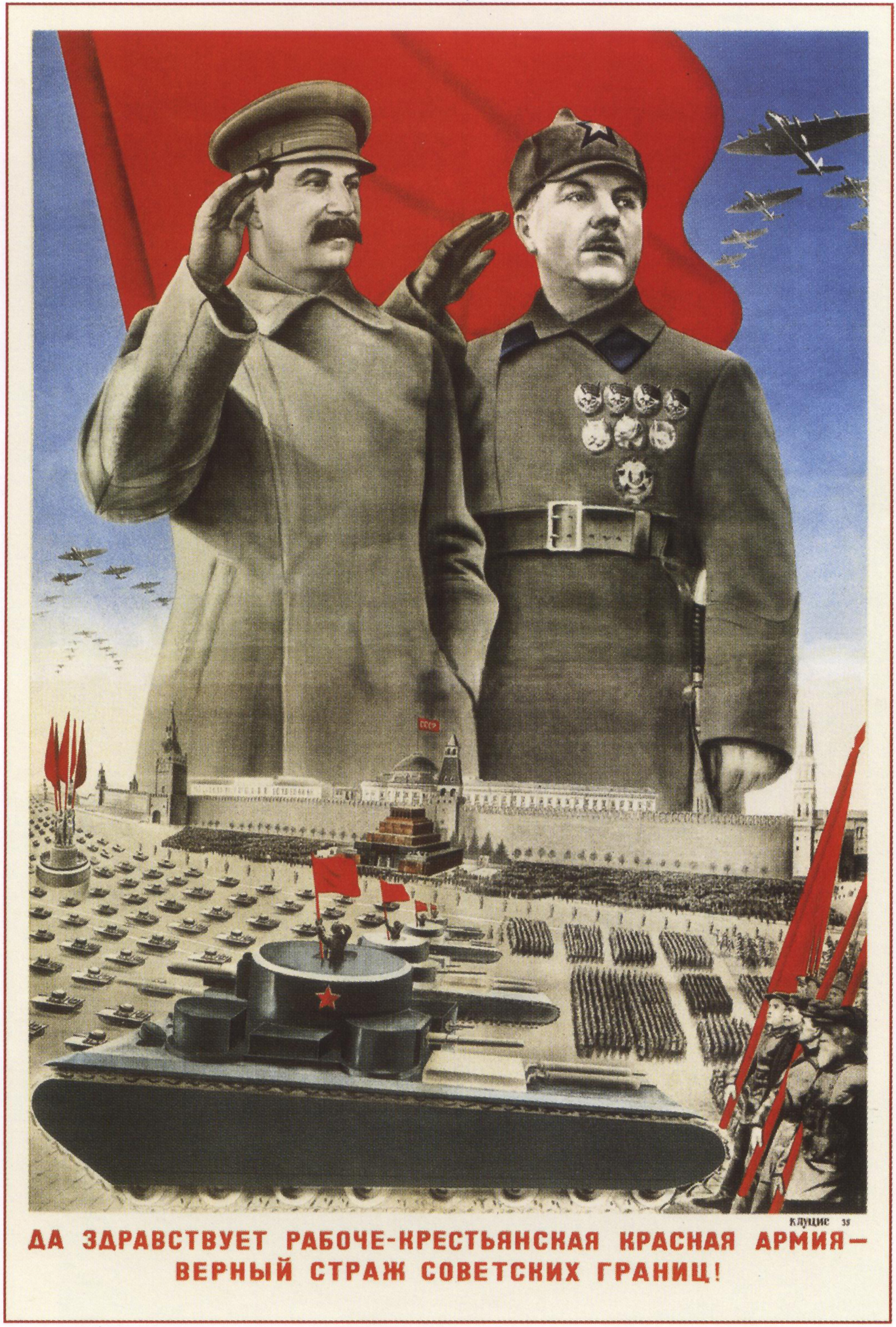
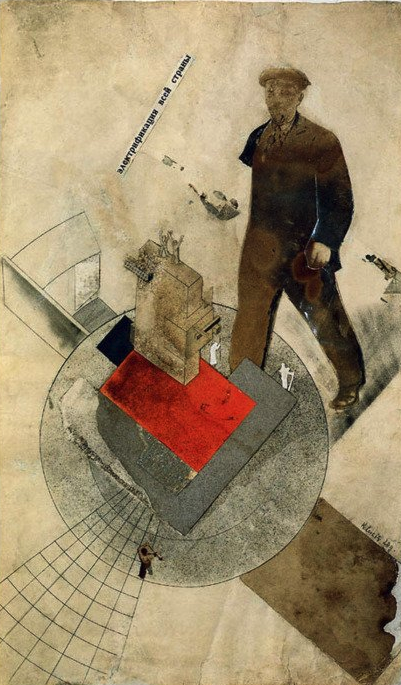
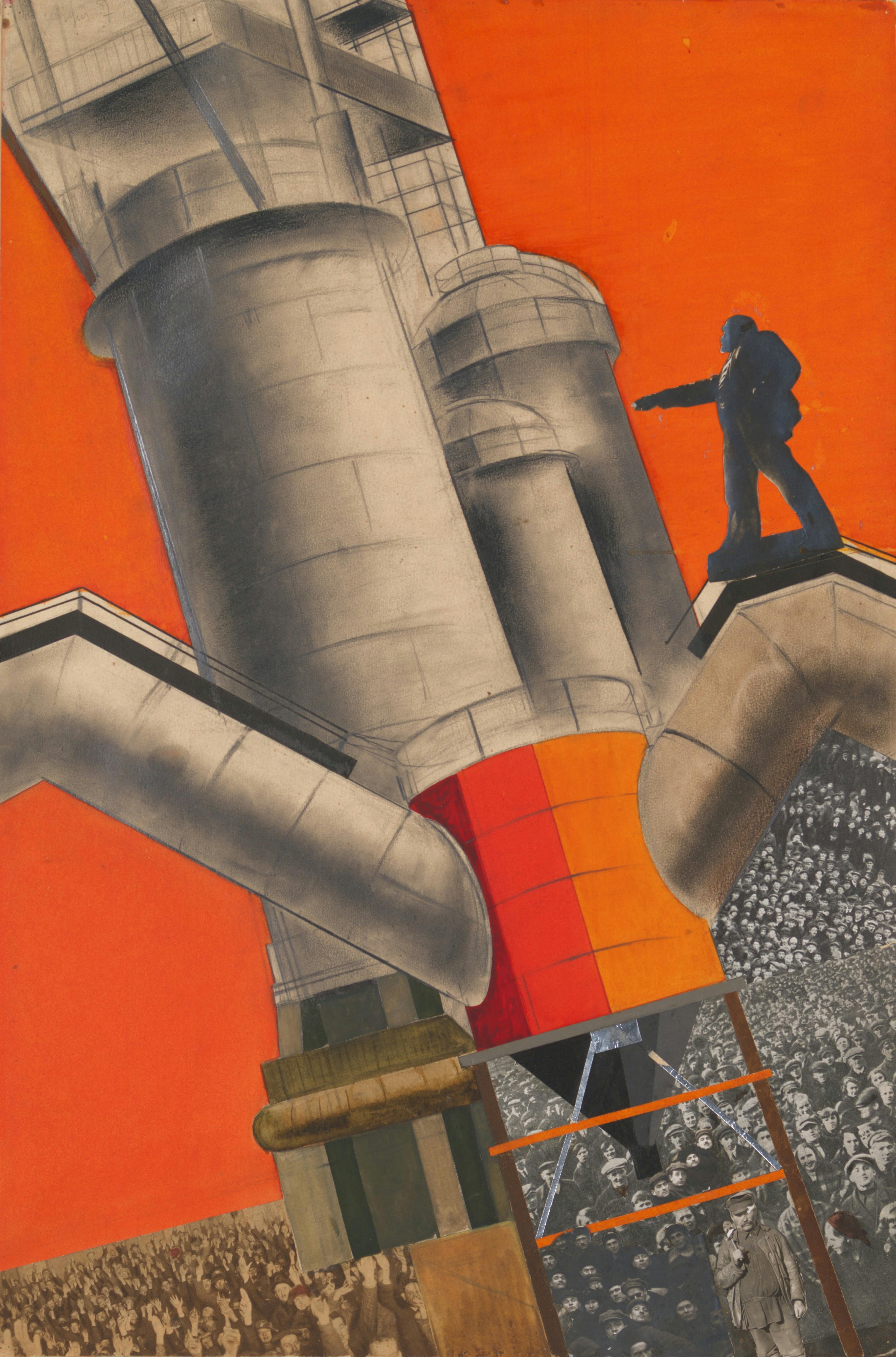

## 日本における展覧会
クルーツィスを中心に取り上げた展覧会は、日本では今まで開催されたことがない。